# أندي نونيز
أندي نونيز (بالإنجليزية: Andy Nuñez)‏ هو سياسي أمريكي، ولد في 30 نوفمبر 1935 في روزويل في الولايات المتحدة. حزبياً، نشط في الحزب الجمهوري. وقد انتخب عضو مجلس نواب نيومكسيكو.